# Saint-Pierre-Chérignat
Saint-Pierre-Chérignat ist eine Gemeinde im Zentralmassiv in Frankreich. Sie gehört zur Region Nouvelle-Aquitaine, zum Département Creuse, zum Arrondissement Guéret und zum Kanton Bourganeuf.

## Geografie
Saint-Pierre-Chérignat grenzt im Norden an Châtelus-le-Marcheix, im Osten an Montboucher, im Südosten an Saint-Amand-Jartoudeix, im Süden an Sauviat-sur-Vige, im Westen an Saint-Martin-Sainte-Catherine und im Nordwesten an Les Billanges. 
Im Nordwesten bildet der Taurion die Gemeindegrenze, im Südwesten die Vige, in die hier ihr Zufluss Béraude einmündet. 
Die Gemeinde umfasst die Dörfer La Besse, La Breuil, La Châtre, Chez-Dindon, Chez-Moulitard, Chez-Pierre-Billard, Le Civadoux, La Combette, La Croix-du-Chassaing, Les Gabiats, La Goutte, Hurgeaud, Les Joinnaux, La Lande, Lestrade, Le Mas-Bellanger, Le Mazet, Le Mont, Moulin-de-chez-Tony, Moulinjeune, Petit-Bois-du-Mont, Le Petit-Mazet, Le Pont-de-chez-Lord, Le Puy, Quoirs, Les Ribières, La Salle, La Terrade, La Tuilerie und Vergnaudy.

## Bevölkerungsentwicklung
| Jahr      | 1962 | 1968 | 1975 | 1982 | 1990 | 1999 | 2008 | 2013 |
| --------- | ---- | ---- | ---- | ---- | ---- | ---- | ---- | ---- |
| Einwohner | 336  | 305  | 257  | 219  | 218  | 186  | 168  | 184  |

## Sehenswürdigkeiten
- Prioratskirche Saint-Pierre-ès-Liens

## Söhne- und Töchter der Stadt
- Guy Daniel-Lamazière (1877–1960), Autorennfahrer